# A View from the Top of the World
《A View from the Top of the World》는 2021년 10월 22일에 발매된 미국의 프로그레시브 메탈 밴드 드림 시어터의 열다섯 번째 스튜디오 음반이다. 이 음반은 그들 자신의 스튜디오인 DTHQ(Dream Theater Headquarters)에서 녹음된 첫 번째 음반이자, 《Black Clouds & Silver Linings》 (2009년) 이후 9개 이하의 트랙이 수록된 첫 번째 음반이며, 《Dream Theater》 (2013) 이후로 최소 10분 길이의 트랙이 수록되고 가장 긴 트랙으로 마무리된 첫 번째 음반이다.

## 배경 및 제작
이 밴드는 2019년 최신 음반인 《Distance over Time》 (2019년)을 발매한 지 약 1년 만에 《A View from the Top of the World》 작업을 시작했다. 2020년 4월, 메탈 중독자들은 드림 시어터(최근 코로나19 범유행으로 인해 투어 일정을 변경했다가 결국 취소한)가 2021년에 새 음반 작업을 계획하고 있다고 보도했다. 음반의 방향에 대해 기타리스트 존 페트루치는 얼티밋 기타와의 2020년 8월 인터뷰에서 "어니 볼 뮤직 맨과 함께하는 8현 프로젝트는 우리가 작업하고 있고 올해가 진행되면서 발전하기를 희망하는 것입니다. 저는 다음 드림 시어터 음반에서 제가 그것을 탐구할 수 있기를 희망합니다."라고 말했다. 페트루치는 이후 2020년 10월 《리볼버》와의 인터뷰에서 몇 주 안에 이 밴드가 새 음반 작업을 시작하기 위해 DTHQ(이 밴드의 새로 지은 스튜디오)로 향할 것이라고 확인했다.
다섯 명의 멤버 중 네 명이 스튜디오에서 함께 글을 썼고, 프런트맨인 제임스 라브리에는 대신 캐나다에서 원격으로 화상 회의를 통해 그의 목소리를 손상시킬 수 있는 위험을 무릅쓰지 않기 위해 기여했다. 페트루치는 인터뷰에서 음반의 진행 상황에 대해 질문을 받았을 때 작사 세션이 "멋진 시작을 했다"고 말했다. 이 세션은 3월까지 향후 4개월에 걸쳐 진행되었으며, 그 후 라브리에는 마침내 캐나다에서 뉴욕으로 날아와 보컬을 녹음했다. 이번 녹음 세션은 드림 시어터가 최근 페트루치와 그의 두 번째 솔로 음반 《Terminal Velocity》 (2020년)를 작업한 앤디 스냅과 음반을 마스터하고 믹싱한 첫 번째 협업이기도 하다.
드림 시어터는 2021년 7월 26일, 음반을 놀리며 7곡의 제목과 각각의 상영 시간의 이니셜을 공개했다. 이틀 후 음반 제목이 《A View from the Top of the World》이며 2021년 10월 22일에 발매될 예정이라고 발표했다. 《A View from the Top of the World》, 〈The Alien〉과 〈Invisible Monster〉의 두 싱글이 발매되었고, 〈Awaken the Master〉, 〈Transcending Time〉, 〈Answering the Call〉의 뮤직 비디오는 음반 발매일 이후에 각각 공개되었다.
앞면 커버 아트는 노르웨이의 쉐락볼튼이다.

## 곡 목록
모든 곡들은 존 페트루치, 존 명, 조던 루디스, 제임스 라브리에 그리고 마이크 맨지니에 의해 작곡하였다.
| #  | 제목 | 작사     | 재생 시간 |
| -- | --- | -------- | --------- |
| 1. | 〈The Alien〉                                                                                                   | 라브리에 | 9:32      |
| 2. | 〈Answering the Call〉                                                                                          | 라브리에 | 7:35      |
| 3. | 〈Invisible Monster〉                                                                                           | 페트루치 | 6:31      |
| 4. | 〈Sleeping Giant〉                                                                                              | 페트루치 | 10:05     |
| 5. | 〈Transcending Time〉                                                                                           | 페트루치 | 6:25      |
| 6. | 〈Awaken the Master〉                                                                                           | 명       | 9:47      |
| 7. | 〈A View from the Top of the World - I. The Crowning Glory - II. Rapture of the Deep - III. The Driving Force〉 | 페트루치 | 20:24     |